# December 22.
December 22. az év 356. (szökőévben 357.) napja a Gergely-naptár szerint. Az évből még 9 nap van hátra.
Névnapok: Zénó + Anikó, Flavián, Flávió, Fláviusz, Judit, Jutta, Némó, Nina, Ninell, Teofánia, Tifani, Xavéria

## Események

### Politikai események
- 401 – Egyházfővé választják I. Ince pápát
- 1476 – Budán házasságot kötött Mátyás király és Aragóniai Beatrix
- 1522 – Rodosz városa elesik (rhodoszi háború)
- 1917 – Bresztben elkezdődnek a német-orosz béketárgyalások (breszt-litovszki béke)
- 1916 – Osztrák–Magyar torpedórombolók (Scharfschütze, Dinara, Réka, Velebit) megtámadják a tengeralattjárók ellen létesített olasz hálózárat az Otrantói-szorosban. Az őrhajókat elűzik, a zárat szétrombolják, és veszteség nélkül térnek vissza cattarói támaszpontjukra
- 1918 – Kolozsváron magyar nagygyűlést tartanak, amely egyenlőséget, szabadságot és önkormányzatot követel az összes Erdélyben élő nemzet számára az egységes és csonkítatlan Magyarország keretén belül.[1]
- 1944 – A Debrecenben megalakult az Ideiglenes Nemzeti Kormány miniszterelnöke Dálnoki Miklós Béla lesz.
- 1944 – Malinovszkij marsall és Tolbuhin marsall kiadják a 0060. számú szovjet hadparancsot, mely alapján elhurcolták a német nemzetiségűeket és az annak mondott magyarokat kényszermunkára Magyarországról a Szovjetunióba.
- 1945 – Gyöngyösi János külügyminiszter bejelenti, hogy a Tildy-kormány – a Szövetséges Ellenőrző Bizottság beleegyezésével – a magyarországi németek kitelepítését kezdeményezi. A javaslatot a kormánytagok megszavazzák.
- 1947 – Elfogadják az Olasz Köztársaság alkotmányát.
- 1983 – Hoszni Mubárak és Jasszer Arafat palesztin vezető találkozója
- 1989 – A román fegyveres erők átállnak a bukaresti tüntetők oldalára, Ceaușescu elnök, pártfőtitkár elmenekül a fővárosból.
- 1989 – 30 év után újra megnyitják a Brandenburgi kaput
- 1990 – Lech Walesát beiktatják Lengyelország elnökének
- 1993 – Magyarországon módosítják a választójogi törvényt: 4 helyett 5%-ra emelik a pártok bejutási küszöbét

### Tudományos és gazdasági események
- 1895 – Wilhelm Röntgen elkészíti első röntgenképét (felesége kezéről)
- 1947 – Feltalálják a tranzisztort (William Bradford Shockley, Walter Brattain, John Bardeen)
- 1960 – Először indul útnak a Vosztok hordozórakéta
- 1979 – Omišaljon felavatják az Adria-kőolajvezetéket.[2]

### Kulturális események

#### Irodalmi, színházi és filmes események
- 1953 - Bemutatják a Kerekasztal lovagjai című filmet
- 1966 – Bemutatják Várkonyi Zoltán rendezésében készített Egy magyar nábob és a Kárpáthy Zoltán című filmeket

#### Zenei események
- 1808 – Bemutatják Ludwig van Beethoven 6. szimfóniáját
- 1992 - Megjelenik a Tankcsapda "A legjobb méreg" című albuma.

### Egyéb események
- 1968 – A Békéscsabára tartó 6616/a sz. mentesítő gyorsvonat Mendét elhagyva Pusztaszentistván megállónál frontálisan ütközött az 5565 sz. tehervonat mozdonyának „B” végével. A tehervonat mozdonya és 13 kocsija, a gyorsvonat mozdonya és két kocsija kisiklott. 43 halott, 66 sebesült.
- 1972 - Átadták az M2-es metró Déli pályaudvar és Deák Ferenc tér közötti szakaszát.
- 2018 - Az indonéziai Anak Krakatau vulkán kétharmada a tengerbe dől, és a hegyomlás szökőárt indít el. (Az öt méter magas hullámok elárasztották Nyugat-Jáva és Dél-Szumátra tengerpartjait. 430-an meghaltak és ezren megsérültek.)

## Születések
- 1639 – Jean Racine francia klasszicista drámaíró († 1699)
- 1676 – Amiodt István jezsuita tanár, pap († 1759)
- 1702 – Jean-Étienne Liotard svájci-francia festő († 1789)
- 1742 – Berénts Keresztély piarista rendi pap († 1793)
- 1768 – John Crome angol tájképfestő († 1821)
- 1777 – Blaskovich János evangélikus lelkész és tanár († 1855)
- 1805 – John Obadiah Westwood brit entomológus, archeológus († 1893)
- 1858 – Giacomo Puccini olasz zeneszerző († 1924)
- 1874 – Franz Schmidt osztrák zeneszerző, csellós, hegedűs († 1939)
- 1876 – Filippo Tommaso Marinetti olasz avantgardista író, a futurizmus megalapítója († 1944)
- 1879 – Jób Dániel magyar rendező, író, akadémikus  († 1955)
- 1887 – Srínivásza Rámánudzsan indiai matematikus († 1920)
- 1889 – Nichifor Crainic román író, költő, műfordító, teológus, filozófus és rasszista ideológus († 1972)
- 1896 – Carl Zuckmayer német író, költő († 1977)
- 1901 – Koltay Gyula magyar színész († 20. század)
- 1903 – Anday Piroska operaénekesnő († 1977)
- 1903 – Haldan Keffer Hartline Nobel-díjas amerikai biofizikus, fiziológus († 1983)
- 1903 – Tompa Sándor Kossuth-díjas színész († 1969)
- 1905 – Pierre Levegh francia autóversenyző († 1955)
- 1910 – Magyari Tibor magyar színész († 1978)
- 1912 – Lady Bird Johnson az Egyesült Államok first ladyje 1963 és 1969 között († 2007)
- 1914 – Lukács Margit Jászai Mari- és Kossuth-díjas színésznő, a nemzet színésze († 2002)
- 1922 – Dévay Camilla magyar színésznő († 1998)
- 1922 – Sebastian Kräuter temesvári püspök († 2008)
- 1925 – Makk Károly Kossuth-díjas filmrendező, forgatókönyvíró, a nemzet művésze († 2017)
- 1928 – Tardos Márton közgazdász,  politikus, az SZDSZ alapítója, országgyűlési képviselő († 2006)
- 1929 – Kováts Dániel Kazinczy-díjas főiskolai tanár, író, irodalomtörténész, helytörténész († 2023)
- 1933 – Fehér Ferenc magyar filozófus, esztéta († 1994)
- 1936 – Héctor Elizondo Emmy-díjas amerikai színész
- 1943 – Csengey Emőke magyar jelmeztervező († 2021)
- 1943 – Petri György Kossuth- és József Attila-díjas költő, műfordító, újságíró († 2000)
- 1943 – Paul Wolfowitz amerikai politikus, a Világbank elnöke
- 1944 – Guido de Angelis olasz előadóművész és zeneszerző
- 1945 – David Oxton új-zélandi autóversenyző
- 1947 – Várday Zoltán magyar színész († 2023)
- 1949 – Maurice Gibb a Bee Gees együttes tagja († 2003)
- 1949 – Robin Gibb a Bee Gees együttes tagja († 2012)
- 1953 – Udvarias Katalin magyar színésznő
- 1962 – Ralph Fiennes angol színész
- 1962 – Vásári Mónika Jászai Mari-díjas magyar színésznő
- 1963 – Giuseppe Bergomi olasz labdarúgó
- 1972 – Kamarás Iván Jászai Mari-díjas magyar színész
- 1972 – Vanessa Paradis francia modell, énekesnő, színésznő
- 1977 – Kerekes András magyar költő
- 1978 – Anthony Jeselnik amerikai humorista, író
- 1982 – Szöllősi Ivett magyar biatlonosnő
- 1990 – Jean-Baptiste Maunier francia színész, énekes
- 1990 − Török-Ujhelyi Tamás magyar színész, énekes
- 1991 – Gyöngyösi Zoltán magyar színész
- 1993 – Meghan Trainor amerikai énekesnő, dalszerző és zenei producer
- 1993 – Raphaël Guerreiro portugál labdarúgó
- 1994 – Vu Liu-fang kínai tornász
- 1998 – G. Hannelius amerikai-svéd színésznő

## Halálozások
- 69 – Vitellius, a Római Birodalom 8. császára (* 15)
- 1603 – III. Mehmed, az Oszmán Birodalom 13. szultánja (* 1556)
- 1764 – Amade László költő (* 1703)
- 1779 – Küzmics István magyarországi szlovén (vend) evangélikus bibliafordító, író (* 1723)
- 1815 – José María Morelos, a mexikói függetlenségi háború egyik legjelentősebb vezére (* 1765)
- 1867 – Jean-Victor Poncelet francia matematikus (* 1788)
- 1875 – Kemény Zsigmond író, publicista, politikus (* 1814)
- 1897 – Pálffy Albert ügyvéd, lapszerkesztő, író, politikus, az MTA tagja (* 1820)
- 1916 – Pártos Gyula magyar építész (* 1845)
- 1927 – Sipos Domokos erdélyi magyar író, költő (* 1892)
- 1945 – Otto Neurath osztrák származású német filozófus és szociológus (* 1882)
- 1953 – Faragho Gábor magyar katonatiszt, közellátási miniszter (* 1890)
- 1956 – Nicolae Labiș román költő (* 1935)
- 1974 – Cy Marshall amerikai autóversenyző (* 1902)
- 1978 – Mednyánszky Mária világbajnok asztaliteniszező (* 1901)
- 1980 – Faggyas Jenő magyar tsz-elnök, politikus, országgyűlési képviselő (* 1919)
- 1981 – Baleczky Emil magyar nyelvész, egyetemi tanár, szlavista (* 1919)
- 1988 – Boldizsár Iván magyar író, újságíró (* 1912)
- 1989 – Samuel Beckett Nobel-díjas ír-francia író, drámaíró (* 1906)
- 1989 – Massimo Serato olasz filmszínész (* 1916)
- 1989 – Vasile Milea román honvédelmi miniszter (* 1927)
- 1992 – Frederick William Franz az Watch Tower Bible and Tract Society of Pennsylvania (a Jehova tanúi jogi szervezete) egyik elnöke (* 1893)
- 1998 – Ivády Sándor olimpiai bajnok vízilabdázó (* 1903)
- 2005 – Szuchy M. Emil közíró, műfordító, színházi rendező, muzeológus (* 1912)
- 2006 – Lázár Ervin Kossuth- és József Attila-díjas író (* 1936)
- 2007 – B. Nagy János Kossuth-díjas magyar operaénekes, tenor (* 1940)
- 2014 – Fritz Sdunek német ökölvívóedző (* 1947)
- 2014 – Joe Cocker angol blues- és rockénekes (* 1944)
- 2019 – Tony Britton angol színész (* 1924)
- 2019 – Fritz Künzli svájci labdarúgó (* 1946)
- 2020 – Claude Brasseur (születési nevén Claude Espinasse) francia színész, sportoló (* 1936)

## Nemzeti ünnepek, emléknapok, világnapok
→Sablonvita:Ünnepek/12-22:
- Cabrini Szent Franciska lombardiai származású amerikai apáca,  az USA első kanonizált szentjének emléknapja a katolikus egyházban[3]
- Anyák napja Indonéziában[4]